# Smaragdpanzerwels
Der Smaragdpanzerwels (Brochis splendens, Syn.: Corydoras splendens) ist eine Fischart aus der Familie der Panzer- und Schwielenwelse (Callichthyidae). Der lateinische Artname splendens bedeutet „glänzend“.  Er kann 10 bis 15 Jahre alt werden.

## Merkmale
Der Smaragdpanzerwels ist durch seine Größe von 7 bis 8 cm, seine Fülligkeit und das olive bis goldene Glänzen unverwechselbar. Wie alle Panzerwelse ist er ein Darmatmer, der in sauerstoffarmen Wasser in regelmäßigen Abständen zur Wasseroberfläche schwimmt, um dort mit dem Maul atmosphärische Luft aufzunehmen. Wie Brochis britskii und Brochis multiradiatus hat der Smaragdpanzerwels eine deutlich höhere Anzahl an Rückenflossenstrahlen.
- Flossenformel:[1] Dorsale 1/11–12,Anale 2/5, Pectorale 1/8–9, Ventrale 1/5

## Ökologie

### Vorkommen
Der Smaragdpanzerwels lebt in Flüssen und Bächen, welche Weißwasser und weichen, schlammigen Bodengrund aufweisen, des tropischen Südamerika. In Brasilien, Ecuador, Kolumbien und Peru, dort im Amazonas, Río-Ucayali-System, Río Ampiyacu, Rio Tocantins, Río Paraguay, Río Nanay und im Río-Napo-System.
Die Gewässer, in denen der Smaragdpanzerwels vorkommt, weisen folgende Wasserwerte auf:
- einen pH-Wert von 6 bis 8
- einen GH-Wert von 2 bis 25 °dH
- einen KH-Wert von 2 bis 15°
- und eine Temperatur von 22 bis 28 °C.

### Fortpflanzung
In der freien Wildbahn vollziehen die Panzerwelse nach der Regenzeit, wenn sich das Wasser wieder erwärmt hat, ihr arttypisches Paarungsverhalten, nach der Regenzeit befinden sich sehr viele Schwebstoffe und somit auch Beutetierchen im Wasser. Die Tiere vollziehen ein spezielles Paarungsverhalten, bei dem das Männchen das Weibchen umkreist und stark zuckt. Das Weibchen sucht zum Ablaichen gut geeignete Stellen geschützte Steine und Blätter, um anschließend daran die rund 500 bis 800 Eier, welche 1,5 Millimeter groß sind, zu heften, die die Männchen anschließend befruchten.

### Ernährung
Der Smaragdpanzerwels ist allesfressend (omnivor) und ernährt sich, indem er am Boden und in Bodennähe nach Algen, Detritus, Kleintieren und Pflanzenteilen sucht. Beim Gründeln dringt er bis zu 10 Millimeter in den Bodengrund ein.

## Aquaristik
Die Tiere sind Schwarmfische und sollten bei Aquarienhaltung in Gruppen von mindestens 8 Tieren gepflegt werden. Der Smaragdpanzerwels ist sehr friedlich und kann auch mit kleineren Fischen oder Garnelen problemlos vergesellschaftet werden. Wichtig ist ein weicher, nicht scharfkantiger Bodengrund (Sand ist optimal), da sich die Tiere sonst die Barteln verletzen können. Er kann in Becken ab 112 Litern gehalten werden.

### Zucht
Es handelt sich um eine mittelleicht zu züchtende Art. Die Laichbereitschaft wird durch die Simulation einer Regenzeit (starke, abrupte Teilwasserwechsel) eingeleitet, jedoch ist dies im Vergleich mit anderen 'Panzerwelsen schwierig. Zur erfolgreichen Zucht benötigt man ein weibliches Exemplar und drei männliche. Ein Weibchen legt nacheinander etwa 500 bis 800 Eier, welche 1,5 Millimeter groß sind und an großen Blättern, Steinen oder einfach an die Aquarienscheiben geklebt werden. Die Weibchen zeichnen sich durch ihre Fülligkeit und Größe, gegen die kleineren, schlankeren Männchen aus. Die Eier sollten von den Alttieren nach kurzer Zeit getrennt werden. Bei 24 °C brauchen die Larven etwa drei bis vier Tage bis zum Schlüpfen. Die Larven sind sehr klein und nahezu durchsichtig. Zwei bis drei Tage nach dem Schlüpfen, wenn der Dottersack aufgebraucht ist, können die Larven mit getrocknetem Eipulver, Einzellern (Pantoffeltierchen), feinstem Staubfutter oder Flüssigfutter gefüttert werden. Später können Artemia-Nauplien, dekapsulierte Artemiaeier, Flockenfutter aus Algen und Mischfutter gegeben werden.

### Futter
Im Aquarium eignet sich zudem folgendes Futter: Lebendfutter (Artemia, Mückenlarven, Grindalwürmer), Frostfutter (Cyclops) und Trockenfutter (Tabletten, Futterflocken). Er sucht immer wieder am Boden nach Essbarem und durchwühlt ihn mit seinen Barteln.